# Pop-Up Dynamo! (disco musical de PG-Roxette)
Pop-Up Dynamo! es el título del  álbum debut  De PG-Roxette, que al mismo tiempo debe considerarse  un álbum spin-off de Roxette. Ha sido lanzado el 28 de octubre de 2022 por el sello discográfico Elevator Entertainment y distribuido por Warner Music Group. Liderados por Per Gessle, mitad masculina del dúo, y compositor de la mayoría del catálogo musical del mismo, integran la alineación de estudio, cantantes y músicos que han estado en la formación histórica de la dupla sueca.

## Antecedentes
El 10 de septiembre de 2021 aparece una versión de Nothing Else Matters por Per Gessle y coros de Helena Josefsson y Dea Norberg incluido en el disco The Metallica Blacklist, un trabajo en donde 53 artistas graban versiones diversas de The Black Album, el disco de Metallica que ese año cumplía 35 años de su salida. La canción sale publicada con el nombre artístico de PG-Roxette.
En marzo de 2022 Per Gessle anuncia la continuidad de Roxette con un nuevo álbum y tour, bajo el nombre de PG-Roxette.  Al respecto, Per Gessle,  en la gacetilla de prensa declara:

Había sólo hay dos opciones con Roxette: una era ponerle la tapa y dejarlo, y la otra continuar en alguna forma o manera. Al principio, no estaba seguro de qué camino tomar, pero a medida que pasaba el tiempo, quedó claro que quería continuar con este fantástico viaje de placer.
Per Gessle

## Producción
Las sesiones de las canciones que componen el álbum fueron grabadas entre mayo de 2020 y abril de 2021 en los estudios Farozon, Malmö,  Aerosol Grey Machine, Vallarum y Tits & Ass Per Gessle comenta que buscó recrear el sonido Synth pop clásico del Roxette de los discos Look Sharp! y Joyride y para ello volvió a usar  los sintetizadores característicos de los 80s: Jupiter 6, el Jupiter 8 y el Prophet 5. Para las sesiones de estudio reunió a los músicos de las alineaciones clásicas incluyendo al histórico productor Clarence Öfwerman y para las voces femeninas convocó a quienes estuvieron presentes como coristas en las últimas giras: Helena Josefsson y Dea Norberg.
El disco abre con Walking on air, segundo sencillo de la producción, y que se escribió en 2019 a solicitud de la producción del film Top Gun: Maverick. La canción fue descartada ya que no aparece en el film, pero fue el inicio de lo que sería esta nueva etapa, según las palabras de su autor:

Ya había recibido una solicitud en otoño de 2019 para escribir una canción para la película "Top Gun: Maverick" y resultó en "Walking On Air". Pero la escena de la película fue cortada y nunca más volví a saber de ellos. Así que lo mantuve, comencé a escribir más con el mismo espíritu y, de repente, "Walking On Air" se convirtió en el punto de partida de lo que se convertiría en un nuevo álbum con PG Roxette
Per Gessle

## Los sencillos
El disco tiene 4 sencillos promocionales:
The Loneliest Girl In The World. Es el primer sencillo del disco. La publicación del video oficial y del sencillo en las plataformas digitales fue el 3 de junio de 2002. Fue editado en formato LP de 7'' y publicado en formato digital.Contó con un Lado B que no aparece en el disco: Sunflower. El 15 de Julio fue publicado como EP con tracks que incluyen 2 versiones remixadas.
Walking on air. Es el segundo sencillo. Fue escrito para el film Top Gun: Maverick pero fue descartado su uso. La publicación del video lyric oficial y del sencillo en las plataformas digitales fue el 30 de septiembre de 2002. Fue editado en formato LP de 7'' y publicado en formato digital. Tiene 3 tracks que incluyen como lado B que no aparece en el disco: Neccesary.
My chosen one. Es el tercer sencillo. Esta canción incluye la colaboración de la artista sueca Leon, (Lotta Lindgren). La publicación del sencillo en las plataformas digitales fue el 1 de noviembre de 2002. Tiene 2 tracks que incluyen el remix de la balada Jezebel.
Headphones On. Es el cuarto sencillo. La publicación del sencillo en las plataformas digitales fue el 13 de enero de 2023. Tiene dos tracks
Sencillos de Pop-Up Dynamo!

1. The Loneliest Girl In The World
Publicado: 3 jun 2022
2. Walking On Air
Publicado: 30 sep 2022
3. My Chosen One
Publicado: 1 Nov 2022
4. Headphones On
Publicado: 13 Ene 2023

## El Spin-off de Roxette
Pop-Up Dynamo! puede considerarse un spin-off de Roxette, a pesar del fallecimiento de Marie Fredriksson, voz principal e integrante femenina del dúo sueco, es por ello que ha sido publicado en formato digital, en las principales plataformas, como parte de la discografía oficial de Roxette. La gacetilla de prensa distribuida por el artista, refiere, del mismo modo, a PG-Roxette como una continuidad. El trabajo discográfico es publicado en 4 formatos:
- edición LP  Black vinilo version
- edición LP edición Whithe vinilo deluxe version
- edición CD
- edición digital

## Edición LP
Todas las canciones escritas y compuestas por Per Gessle, excepto donde esta anotado. 
| Lado A |                                        |                              |          |  |
| N.º    | Título                                 | Escritor(es)                 | Duración |  |
| 1.     | «Walking On Air»                       | Per Gessle                   | 3:11     |  |
| 2.     | «Me And You And Everything In Between» | Per Gessle                   | 3:32     |  |
| 3.     | «Headphones On»                        | Per Gessle                   | 3:23     |  |
| 4.     | «You Hurt The One You Love The Most»   | Giorgio Tuinfort, Per Gessle | 4:16     |  |
| 5.     | «Watch Me Come Undone»                 | Per Gessle                   | 3:43     |  |
| 18:05  |                                        |                              |          |  |

| Lado B |                                   |                           |          |  |
| N.º    | Título                            | Escritor(es)              | Duración |  |
| 1.     | «The Craziest Thing»              | Eddie Jonsson, Per Gessle | 3:11     |  |
| 2.     | «Debris»                          | Per Gessle                | 3:28     |  |
| 3.     | «The Loneliest Girl In The World» | Per Gessle                | 3:01     |  |
| 4.     | «Jezebel»                         | Per Gessle                | 3:56     |  |
| 5.     | «My Chosen One - Featuring LÉON»  | Per Gessle                | 3:28     |  |
| 6.     | «Walk Right In»                   | Per Gessle                | 4:03     |  |
| 17:14  |                                   |                           |          |  |

## Edición CD
Todas las canciones escritas y compuestas por Per Gessle, excepto donde esta anotado. 
| N.º   | Título                                 | Escritor(es)                 | Duración |  |
| 1.    | «Walking On Air»                       | Per Gessle                   | 3:11     |  |
| 2.    | «Me And You And Everything In Between» | Per Gessle                   | 3:32     |  |
| 3.    | «Headphones On»                        | Per Gessle                   | 3:23     |  |
| 4.    | «You Hurt The One You Love The Most»   | Giorgio Tuinfort, Per Gessle | 4:16     |  |
| 5.    | «Watch Me Come Undone»                 | Per Gessle                   | 3:43     |  |
| 6.    | «The Craziest Thing»                   | Per Gessle                   | 3:43     |  |
| 7.    | «Debris»                               | Per Gessle                   | 3:28     |  |
| 8.    | «The Loneliest Girl In The World»      | Per Gessle                   | 3:01     |  |
| 9.    | «Jezebel»                              | Per Gessle                   | 3:56     |  |
| 10.   | «My Chosen One - Featuring LÉON»       | Per Gessle                   | 3:28     |  |
| 11.   | «Walk Right In»                        | Per Gessle                   | 4:03     |  |
| 39:18 |                                        |                              |          |  |

## Edición Digital
Nota: la edición digital tiene en total 42 tracks. De los tracks 14 a 42 son comentarios de Per Gessle sobre la producción y realización de las canciones.
Todas las canciones escritas y compuestas por Per Gessle, excepto donde esta anotado. 
| N.º    | Título                                 | Escritor(es)                 | Duración |  |
| 1.     | «Walking On Air»                       | Per Gessle                   | 3:11     |  |
| 2.     | «Me And You And Everything In Between» | Per Gessle                   | 3:32     |  |
| 3.     | «Headphones On»                        | Per Gessle                   | 3:23     |  |
| 4.     | «You Hurt The One You Love The Most»   | Giorgio Tuinfort, Per Gessle | 4:16     |  |
| 5.     | «Watch Me Come Undone»                 | Per Gessle                   | 3:43     |  |
| 6.     | «The Craziest Thing»                   | Eddie Jonsson, Per Gessle    | 3:11     |  |
| 7.     | «Debris»                               | Per Gessle                   | 3:28     |  |
| 8.     | «The Loneliest Girl In The World»      | Per Gessle                   | 3:01     |  |
| 9.     | «Jezebel»                              | Per Gessle                   | 3:56     |  |
| 10.    | «My Chosen One - Featuring LÉON»       | Per Gessle                   | 3:28     |  |
| 11.    | «Walk Right In»                        | Per Gessle                   | 4:03     |  |
| 12.    | «Sunflower»                            | Per Gessle                   | 3:23     |  |
| 13.    | «Necessary»                            | Per Gessle                   | 3:12     |  |
| 1h 17m |                                        |                              |          |  |

## Créditos
Según figura en la versión digital
- Producido por Magnus Börjeson, Clarence Öfwerman, Per Gessle para Elevator Entertainment AB.
- Co-produced by Christoffer Lundquist.
- "Jezebel" es producida por Christoffer Lundquist + Per Gessle para Elevator Entertainment AB.
- Grabado en  Farozon, Malmö, Aerosol Grey Machine, Vallarum, Tits & Ass, Halmstad between entre mayo de 2020 y abril de 2021
- Ingenieros de sonido: Magnus Börjeson [Farozon] , Christoffer Lundquist [AGM], Mats MP Persson [T&A].
- Grabaciones adicionales  Sweetspot, Harplinge [Engineer: Staffan Karlsson] + Martin's place, Stockholm [Engineer: Martin Stilling] + Jam Studio, Halmstad [Engineer: Micke Ek].
- Todas las canciones fueron mezcladas por  Ronny Lahti en Denebi Studios, Estocolmo excepto "Jezebel" mezclado por Christoffer Lundquist en Aerosol Grey Machine, Vallarum.
- Masterizado por Björn Engelmann, Cutting Room en Estocolmo
- Todas las canciones fueron escritas por  Per Gessle y publicadas por Jimmy Fun Music excepto: "You Hurt The One You Love The Most", con letra de Per Gessle, y música por Per Gessle + Giorgio Tuinfort.  "The Craziest Thing", con letra de Per Gessle,  y música por Per Gessle +Eddie Jonsson.
- Voces  Per Gessle Helena Josefsson  Dea Norberg  LEON aparece como invitada en "My Chosen One"
- Músicos  Magnus Börjeson: bajo + guitarras + teclados + programación.  Per Gessle: guitarras + teclados  Jonas Isacsson: guitarras  Christoffer Lundquist: batería en "Jezebel" + guitarras + teclados + Ondas Martenot.  Clarence Öfwerman: teclados + programación.
- Diseño: Pär Wickholm, Wickholm Formavd, Estocolmo.
- Fotos: Fredrik Etoall.